# Wahl zum Abgeordnetenhaus im Osmanischen Reich 1912
Vorgezogene Allgemeine Wahlen wurden im Osmanischen Reich im April 1912 abgehalten; diese Wahl wurde auch Prügelwahl genannt. Aufgrund massiven Wahlbetrugs und brutaler Wahlpropaganda gewann das regierende Komitee für Einheit und Fortschritt 269 der 275 Sitze in der Abgeordnetenkammer, während die Oppositionelle Freiheits- und Einigkeitspartei (Liberale Entente) die verbliebenen sechs Sitze erhielt.

## Hintergrund
Die Wahlen wurden für Januar 1912 angekündigt, nachdem das Komitee Einheit und Fortschritt die Nachwahl in Konstantinopel vom Dezember 1911 gegen die Freiheits- und Einigkeitspartei verloren hatte. Das Komitee hoffte, dass vorgezogene Wahlen die Bemühungen der Entente, sich besser zu organisieren, durchkreuzen würden. Die Plattform des Komitees vertrat zentralistische Neigungen, während die Entente eine dezentralisierte Agenda unterstützte, darunter auch die Forderung, Bildung in regionalen Sprachen zu erlauben.

## Nachwirken
Die Art des Komiteesieges führte zur Gründung der sogenannten Rettungsoffiziere, deren Ziel es war, die verfassungsmäßige Regierung wiederherzustellen. Nachdem sie Unterstützung von der Armee in Makedonien erhalten hatten, verlangten die Offiziere Regierungsreformen. Unter diesem Druck trat der Armeekommandeur Mehmed Said Pascha, der spätere Großwesir, zurück. Sultan Mehmed V. ernannte daraufhin ein neues Kabinett, welches von den Offizieren und der Entente unterstützt wurde.
Am 5. August rief Mehmed zu vorgezogenen Wahlen auf. Allerdings führte noch während des Wahlgangs im Oktober der Ausbruch der Balkankriege zu einem Abbruch. Neuwahlen wurden schließlich im Jahre 1914 abgehalten, nachdem das Jungtürkische Triumvirat aus Mitgliedern des Komitees 1913 durch einen Militärputsch an die Macht kam. Dieses Triumvirat aus Enver, Talât sowie Cemal Pascha unterstützte die Türkisch-islamische Synthese und organisierte den Völkermord an den Armeniern, an den Aramäern und die Verfolgung der Pontosgriechen.